# Brakebein
Brakebein är det andra studioalbumet med det norska folk metal-bandet TrollfesT. Albumet utgavs 2006 av skivbolaget  Omvina. Låtarna på albumet handlar, som på det första albumet, om troll och öl och är skrivna på det påhittade språket "Trollspråk" som är en blandning av norska och tyska.

## Låtförteckning
1. "Legendarisk ØL" – 3:12
2. "Brakebein" – 3:11
3. "Utmarschen" – 3:39
4. "Piratkriegen" – 4:02
5. "Den åpne sjø" – 3:48
6. "Das MeerUngeheuer" – 3:53
7. "Essenfest" – 3:29
8. "Inni den grotte..." – 2:23
9. "Illantergesteignungh" – 3:31
10. "PresteFeste" – 4:03
11. "Yameeka" – 2:07
12. "Skogsgjensyn" – 3:26
13. "Egen Mjød, Heidunder Mjød!" – 4:57

- Text och musik: TrollfesT

## Medverkande
Musiker (TrollfesT-medlemmar)
- Psychotroll (Martin Storm-Olsen) – basgitarr
- Trollbank (Eirik Renton) – trummor
- Mr. Seidel (John Espen Sagstad) – gitarr
- Trollmannen (Jostein Austvik) – sång

Produktion
- TrollfesT – producent, ljudtekniker, ljudmix
- Tom Kvålsvoll – mastering
- Terje Johnsen – omslagsdesign
- Mr. Seidel – illustrationer